# Grand Prix Belgii 2013
Grand Prix Belgii 2013 (oficjalnie 2013 Formula 1 Shell Belgian Grand Prix) – jedenasta runda Mistrzostw Świata Formuły 1 w sezonie 2013.

## Lista startowa
Na niebieskim tle kierowcy biorący udział jedynie w piątkowych treningach
| Nr | Kierowca            | Zespół                        | Samochód          | Silnik               | Opony |
| -- | ------------------- | ----------------------------- | ----------------- | -------------------- | ----- |
| 1  | Sebastian Vettel    | Infiniti Red Bull Racing      | Red Bull RB9      | Renault RS27-2013    | P     |
| 2  | Mark Webber         | Infiniti Red Bull Racing      | Red Bull RB9      | Renault RS27-2013    | P     |
| 3  | Fernando Alonso     | Scuderia Ferrari              | Ferrari F138      | Ferrari 056          | P     |
| 4  | Felipe Massa        | Scuderia Ferrari              | Ferrari F138      | Ferrari 056          | P     |
| 5  | Jenson Button       | Vodafone McLaren Mercedes     | McLaren MP4-28    | Mercedes-Benz FO108F | P     |
| 6  | Sergio Pérez        | Vodafone McLaren Mercedes     | McLaren MP4-28    | Mercedes-Benz FO108F | P     |
| 7  | Kimi Räikkönen      | Lotus F1 Team                 | Lotus E21         | Renault RS27-2013    | P     |
| 8  | Romain Grosjean     | Lotus F1 Team                 | Lotus E21         | Renault RS27-2013    | P     |
| 9  | Nico Rosberg        | Mercedes AMG Petronas F1 Team | Mercedes F1 W04   | Mercedes-Benz FO108F | P     |
| 10 | Lewis Hamilton      | Mercedes AMG Petronas F1 Team | Mercedes F1 W04   | Mercedes-Benz FO108F | P     |
| 11 | Nico Hülkenberg     | Sauber F1 Team                | Sauber C32        | Ferrari 056          | P     |
| 12 | Esteban Gutiérrez   | Sauber F1 Team                | Sauber C32        | Ferrari 056          | P     |
| 14 | Paul di Resta       | Sahara Force India F1 Team    | Force India VJM06 | Mercedes-Benz FO108F | P     |
| 15 | Adrian Sutil        | Sahara Force India F1 Team    | Force India VJM06 | Mercedes-Benz FO108F | P     |
| 16 | Pastor Maldonado    | Williams F1 Team              | Williams FW35     | Renault RS27-2013    | P     |
| 17 | Valtteri Bottas     | Williams F1 Team              | Williams FW35     | Renault RS27-2013    | P     |
| 18 | Jean-Éric Vergne    | Scuderia Toro Rosso           | Toro Rosso STR8   | Ferrari 056          | P     |
| 19 | Daniel Ricciardo    | Scuderia Toro Rosso           | Toro Rosso STR8   | Ferrari 056          | P     |
| 20 | Charles Pic         | Caterham F1 Team              | Caterham CT03     | Renault RS27-2013    | P     |
| 20 | Heikki Kovalainen   | Caterham F1 Team              | Caterham CT03     | Renault RS27-2013    | P     |
| 21 | Giedo van der Garde | Caterham F1 Team              | Caterham CT03     | Renault RS27-2013    | P     |
| 22 | Jules Bianchi       | Marussia F1 Team              | Marussia MR02     | Cosworth CA2013      | P     |
| 23 | Max Chilton         | Marussia F1 Team              | Marussia MR02     | Cosworth CA2013      | P     |
| Nr | Kierowca            | Zespół                        | Samochód          | Silnik               | Opony |

## Wyniki

### Sesje treningowe
Źródło: Wyprzedź Mnie!
| Sesja | Nr | Kierowca         | Konstruktor      | Czas     | Okr. |
| ----- | -- | ---------------- | ---------------- | -------- | ---- |
| 1     | 3  | Fernando Alonso  | Ferrari          | 1:55,198 | 11   |
| 2     | 1  | Sebastian Vettel | Red Bull-Renault | 1:49,331 | 22   |
| 3     | 1  | Sebastian Vettel | Red Bull-Renault | 1:48,327 | 16   |

### Kwalifikacje

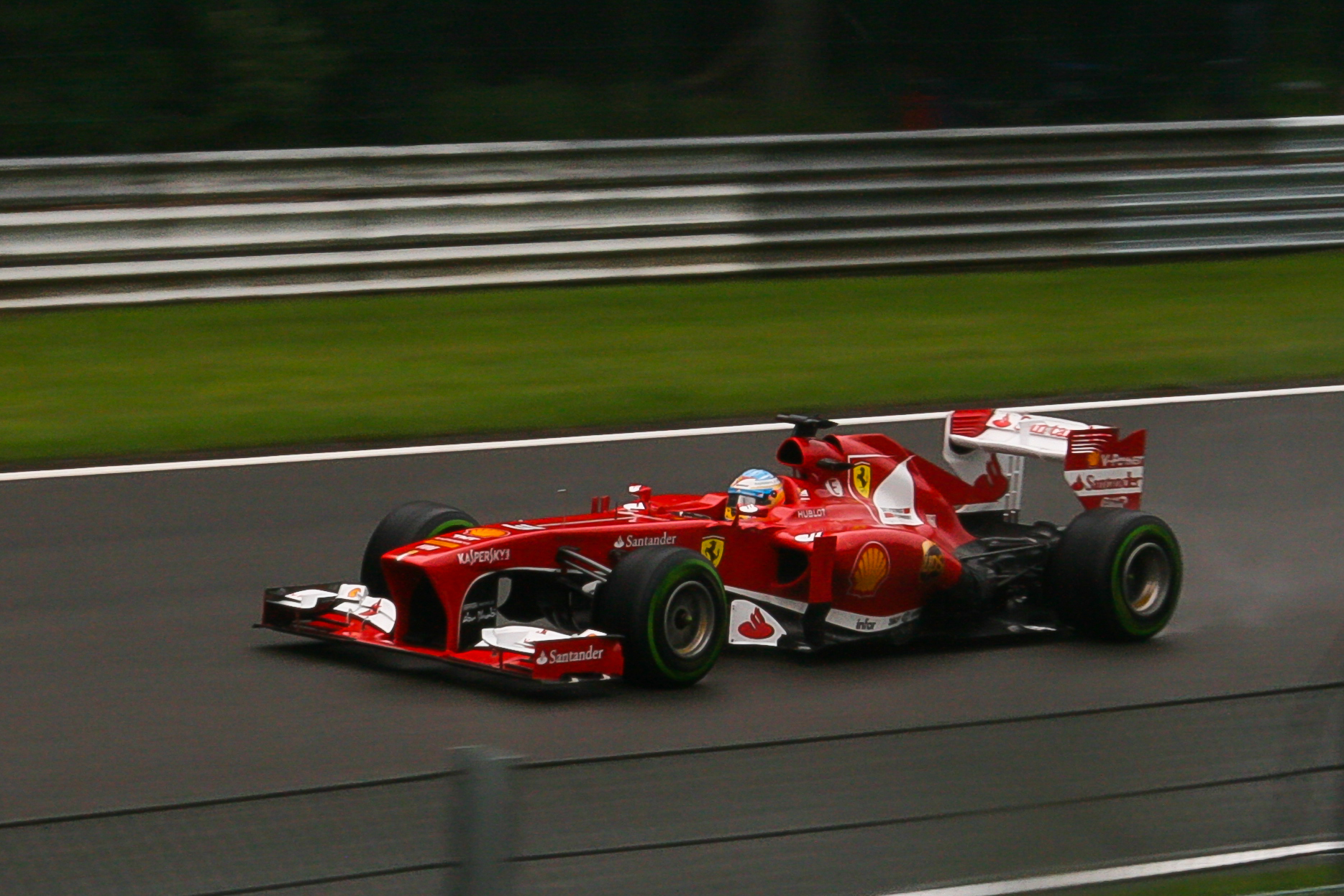
Fernando Alonso podczas kwalifikacji

Źródło: Wyprzedź Mnie!
| Poz. | Nr | Kierowca            | Konstruktor          | Q1       | Q2       | Q3       | Poz. s. |
| ---- | -- | ------------------- | -------------------- | -------- | -------- | -------- | ------- |
| 1    | 10 | Lewis Hamilton      | Mercedes             | 2:00,368 | 1:49,067 | 2:01,012 | 1       |
| 2    | 1  | Sebastian Vettel    | Red Bull-Renault     | 2:01,863 | 1:48,646 | 2:01,200 | 2       |
| 3    | 2  | Mark Webber         | Red Bull-Renault     | 2:01,597 | 1:48,641 | 2:01,325 | 3       |
| 4    | 9  | Nico Rosberg        | Mercedes             | 2:01,099 | 1:48,552 | 2:02,251 | 4       |
| 5    | 14 | Paul di Resta       | Force India-Mercedes | 2:02,338 | 1:48,925 | 2:02,332 | 5       |
| 6    | 5  | Jenson Button       | McLaren-Mercedes     | 2:01,301 | 1:48,641 | 2:03,075 | 6       |
| 7    | 8  | Romain Grosjean     | Lotus-Renault        | 2:02,476 | 1:48,649 | 2:03,081 | 7       |
| 8    | 7  | Kimi Räikkönen      | Lotus-Renault        | 2:01,151 | 1:48,296 | 2:03,390 | 8       |
| 9    | 3  | Fernando Alonso     | Ferrari              | 2:00,190 | 1:48,309 | 2:03,482 | 9       |
| 10   | 4  | Felipe Massa        | Ferrari              | 2:01,462 | 1:49,020 | 2:04,059 | 10      |
| 11   | 11 | Nico Hülkenberg     | Sauber-Ferrari       | 2:01,712 | 1:49,088 | –        | 11      |
| 12   | 15 | Adrian Sutil        | Force India-Mercedes | 2:02,749 | 1:49,193 | –        | 12      |
| 13   | 6  | Sergio Pérez        | McLaren-Mercedes     | 2:02,425 | 1:49,304 | –        | 13      |
| 14   | 21 | Giedo van der Garde | Caterham-Renault     | 2:00,564 | 1:52,036 | –        | 14      |
| 15   | 22 | Jules Bianchi       | Marussia-Cosworth    | 2:02,110 | 1:52,563 | –        | 15      |
| 16   | 23 | Max Chilton         | Marussia-Cosworth    | 2:02,948 | 1:52,762 | –        | 16      |
| 17   | 16 | Pastor Maldonado    | Williams-Renault     | 2:03,072 | –        | –        | 17      |
| 18   | 18 | Jean-Éric Vergne    | Toro Rosso-Ferrari   | 2:03,300 | –        | –        | 18      |
| 19   | 19 | Daniel Ricciardo    | Toro Rosso-Ferrari   | 2:03,317 | –        | –        | 19      |
| 20   | 17 | Valtteri Bottas     | Williams-Renault     | 2:03,432 | –        | –        | 20      |
| 21   | 12 | Esteban Gutiérrez   | Sauber-Ferrari       | 2:04,324 | –        | –        | 21      |
| 22   | 20 | Charles Pic         | Caterham-Renault     | 2:07,384 | –        | –        | 22      |

### Wyścig

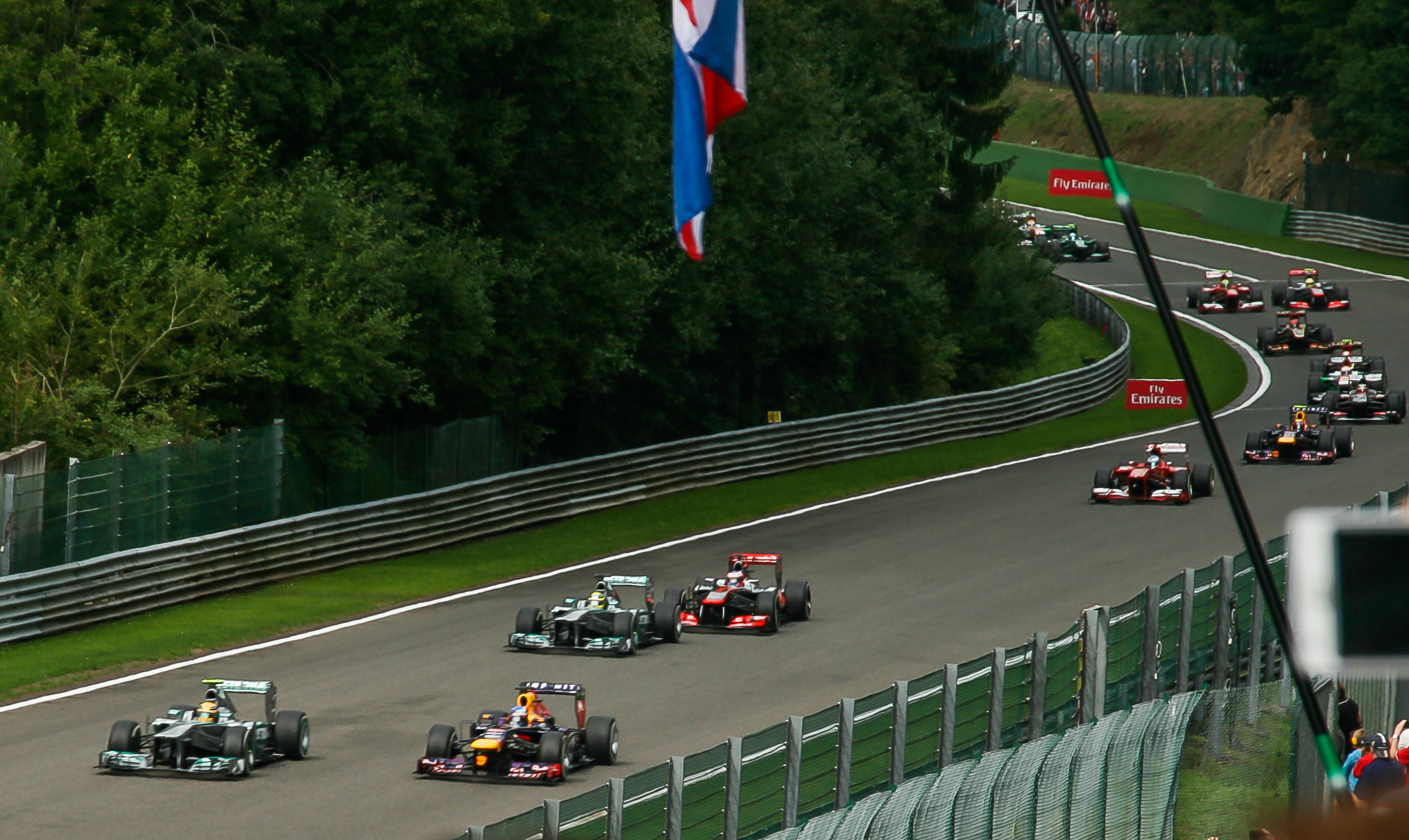
Kierowcy po starcie wyścigu

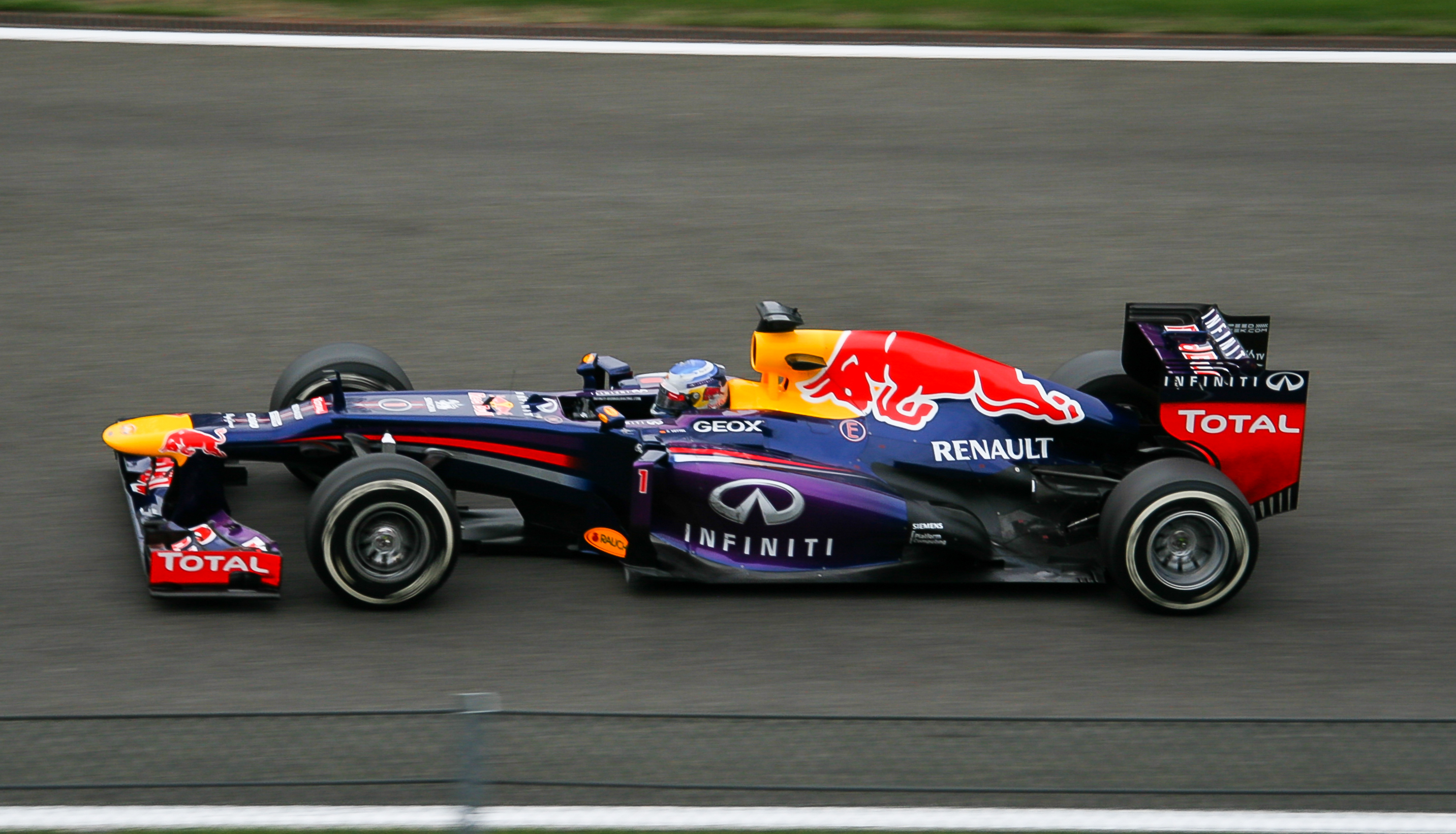
Sebastian Vettel na prowadzeniu w wyścigu

Źródło: Wyprzedź Mnie!
| P                 | + / –     | Nr | Kierowca            | Konstruktor          | Okr. | Czas / Strata       | Komentarz |
| ----------------- | --------- | -- | ------------------- | -------------------- | ---- | ------------------- | --------- |
| 1                 | 1         | 1  | Sebastian Vettel    | Red Bull-Renault     | 44   | 1h23m42,196         |           |
| 2                 | 7         | 3  | Fernando Alonso     | Ferrari              | 44   | +0:16,869           |           |
| 3                 | 2         | 10 | Lewis Hamilton      | Mercedes             | 44   | +0:27,734           |           |
| 4                 | Bez zmian | 9  | Nico Rosberg        | Mercedes             | 44   | +0:29,872           |           |
| 5                 | 2         | 2  | Mark Webber         | Red Bull-Renault     | 44   | +0:33,845           |           |
| 6                 | Bez zmian | 5  | Jenson Button       | McLaren-Mercedes     | 44   | +0:40,794           |           |
| 7                 | 3         | 4  | Felipe Massa        | Ferrari              | 44   | +0:53,922           |           |
| 8                 | 1         | 8  | Romain Grosjean     | Lotus-Renault        | 44   | +0:55,846           |           |
| 9                 | 3         | 15 | Adrian Sutil        | Force India-Mercedes | 44   | +1:09,574           |           |
| 10                | 9         | 19 | Daniel Ricciardo    | Toro Rosso-Ferrari   | 44   | +1:13,470           |           |
| 11                | 2         | 6  | Sergio Pérez        | McLaren-Mercedes     | 44   | +1:21,936           | [ a ]     |
| 12                | 6         | 18 | Jean-Éric Vergne    | Toro Rosso-Ferrari   | 44   | +1:26,740           |           |
| 13                | 2         | 11 | Nico Hülkenberg     | Sauber-Ferrari       | 44   | +1:28,258           |           |
| 14                | 7         | 12 | Esteban Gutiérrez   | Sauber-Ferrari       | 44   | +1:40,436           | [ b ]     |
| 15                | 5         | 17 | Valtteri Bottas     | Williams-Renault     | 44   | +1:47,456           |           |
| 16                | 2         | 21 | Giedo van der Garde | Caterham-Renault     | 43   | +1 okr.             |           |
| 17                | Bez zmian | 16 | Pastor Maldonado    | Williams-Renault     | 43   | +1 okr.             | [ c ]     |
| 18                | 3         | 22 | Jules Bianchi       | Marussia-Cosworth    | 43   | +1 okr.             |           |
| 19                | 3         | 23 | Max Chilton         | Marussia-Cosworth    | 42   | +2 okr.             | [ d ]     |
| Niesklasyfikowani |           |    |                     |                      |      |                     |           |
|                   |           | 14 | Paul di Resta       | Force India-Mercedes | 26   | kolizja z Maldonado |           |
|                   |           | 7  | Kimi Räikkönen      | Lotus-Renault        | 25   | hamulce             |           |
|                   |           | 20 | Charles Pic         | Caterham-Renault     | 8    | wyciek oleju        |           |
| P                 | + / –     | Nr | Kierowca            | Konstruktor          | Okr. | Czas / Strata       | Komentarz |

### Najszybsze okrążenie
Źródło: Wyprzedź Mnie!
| Nr | Kierowca         | Konstruktor      | Czas     | Okr. |
| -- | ---------------- | ---------------- | -------- | ---- |
| 1  | Sebastian Vettel | Red Bull-Renault | 1:50,756 | 40   |

## Prowadzenie w wyścigu
Źródło: Racing-Reference
| Nr                              | Kierowca         | Okrążenia | Suma |
| ------------------------------- | ---------------- | --------- | ---- |
| 1                               | Sebastian Vettel | 1-44      | 44   |
| \| Wykres \| \| ------ \| \| \| |                  |           |      |
| Wykres                          |                  |           |      |
|                                 |                  |           |      |

## Klasyfikacja po wyścigu

### Kierowcy
| P  | +/− | Kierowca            | Starty | Punkty | P1 | P2 | P3 | PP | NO | NS |
| -- | --- | ------------------- | ------ | ------ | -- | -- | -- | -- | -- | -- |
| 1  | 0   | Sebastian Vettel    | 11     | 197    | 5  | 1  | 2  | 3  | 4  | 1  |
| 2  | +1  | Fernando Alonso     | 11     | 151    | 2  | 3  | 1  | –  | 1  | 1  |
| 3  | +1  | Lewis Hamilton      | 11     | 139    | 1  | –  | 4  | 5  | –  | –  |
| 4  | −2  | Kimi Räikkönen      | 11     | 134    | 1  | 5  | –  | –  | 1  | 1  |
| 5  | 0   | Mark Webber         | 11     | 115    | –  | 2  | 1  | –  | 3  | 1  |
| 6  | 0   | Nico Rosberg        | 11     | 96     | 2  | –  | –  | 3  | –  | 2  |
| 7  | 0   | Felipe Massa        | 11     | 67     | –  | –  | 1  | –  | –  | 2  |
| 8  | 0   | Romain Grosjean     | 11     | 53     | –  | –  | 2  | –  | –  | 2  |
| 9  | 0   | Jenson Button       | 11     | 47     | –  | –  | –  | –  | –  | –  |
| 10 | 0   | Paul di Resta       | 11     | 36     | –  | –  | –  | –  | –  | 2  |
| 11 | 0   | Adrian Sutil        | 11     | 25     | –  | –  | –  | –  | –  | 3  |
| 12 | 0   | Sergio Pérez        | 11     | 18     | –  | –  | –  | –  | 1  | –  |
| 13 | 0   | Jean-Éric Vergne    | 11     | 13     | –  | –  | –  | –  | –  | 4  |
| 14 | 0   | Daniel Ricciardo    | 11     | 12     | –  | –  | –  | –  | –  | 2  |
| 15 | 0   | Nico Hülkenberg     | 10     | 7      | –  | –  | –  | –  | –  | 1  |
| 16 | 0   | Pastor Maldonado    | 11     | 1      | –  | –  | –  | –  | –  | 3  |
| 17 | 0   | Valtteri Bottas     | 11     | 0      | –  | –  | –  | –  | –  | 1  |
| 18 | 0   | Esteban Gutiérrez   | 11     | 0      | –  | –  | –  | –  | 1  | 2  |
| 19 | 0   | Jules Bianchi       | 11     | 0      | –  | –  | –  | –  | –  | 2  |
| 20 | 0   | Charles Pic         | 11     | 0      | –  | –  | –  | –  | –  | 2  |
| 21 | 0   | Giedo van der Garde | 11     | 0      | –  | –  | –  | –  | –  | 2  |
| 22 | 0   | Max Chilton         | 11     | 0      | –  | –  | –  | –  | –  | –  |
| P  | +/− | Kierowca            | Starty | Punkty | P1 | P2 | P3 | PP | NO | NS |

### Konstruktorzy
| P  | +/− | Konstruktor          | Starty | Punkty | P1 | P2 | P3 | PP | NO | NS |
| -- | --- | -------------------- | ------ | ------ | -- | -- | -- | -- | -- | -- |
| 1  | 0   | Red Bull-Renault     | 22     | 312    | 5  | 3  | 3  | 3  | 7  | 2  |
| 2  | 0   | Mercedes             | 22     | 235    | 3  | –  | 4  | 8  | –  | 1  |
| 3  | 0   | Ferrari              | 22     | 218    | 2  | 3  | 2  | –  | 1  | 3  |
| 4  | 0   | Lotus-Renault        | 22     | 187    | 1  | 5  | 2  | –  | 1  | 3  |
| 5  | +1  | McLaren-Mercedes     | 22     | 65     | –  | –  | –  | –  | 1  | –  |
| 6  | −1  | Force India-Mercedes | 22     | 61     | –  | –  | –  | –  | –  | 5  |
| 7  | 0   | Toro Rosso-Ferrari   | 22     | 25     | –  | –  | –  | –  | –  | 6  |
| 8  | 0   | Sauber-Ferrari       | 21     | 7      | –  | –  | –  | –  | 1  | 3  |
| 9  | 0   | Williams-Renault     | 22     | 1      | –  | –  | –  | –  | –  | 4  |
| 10 | 0   | Marussia-Cosworth    | 22     | 0      | –  | –  | –  | –  | –  | 2  |
| 11 | 0   | Caterham-Renault     | 22     | 0      | –  | –  | –  | –  | –  | 4  |
| P  | +/− | Konstruktor          | Starty | Punkty | P1 | P2 | P3 | PP | NO | NS |